# Pont international sur le Guadiana
Le pont international sur le Guadiana est un pont à haubans qui relie l'Espagne (Ayamonte) et le Portugal (Castro Marim) et qui fut inauguré en 1991.
Il traverse le Guadiana et relie ainsi l'autoroute portugaise A 22 à l'autoroute espagnole A-49 en direction de Séville.

## Historique
Une convention signée en 1970 entre le Portugal et l'Espagne attribuait au Portugal la réalisation de ce pont.

## Descriptif
L'ouvrage est un pont à haubans à deux pylônes symétriques dont le tablier est construit en encorbellements symétriques à partir des pylônes. Les travées d'extrémité ont été réalisées sur cintre.
Les pylônes ont la forme d'un Y inversé. La fondation de chaque pylône est constituée de deux semelles en béton précontraint appuyées chacune sur 13 pieux de deux mètres de diamètre.
Les haubans sont disposés en éventail.

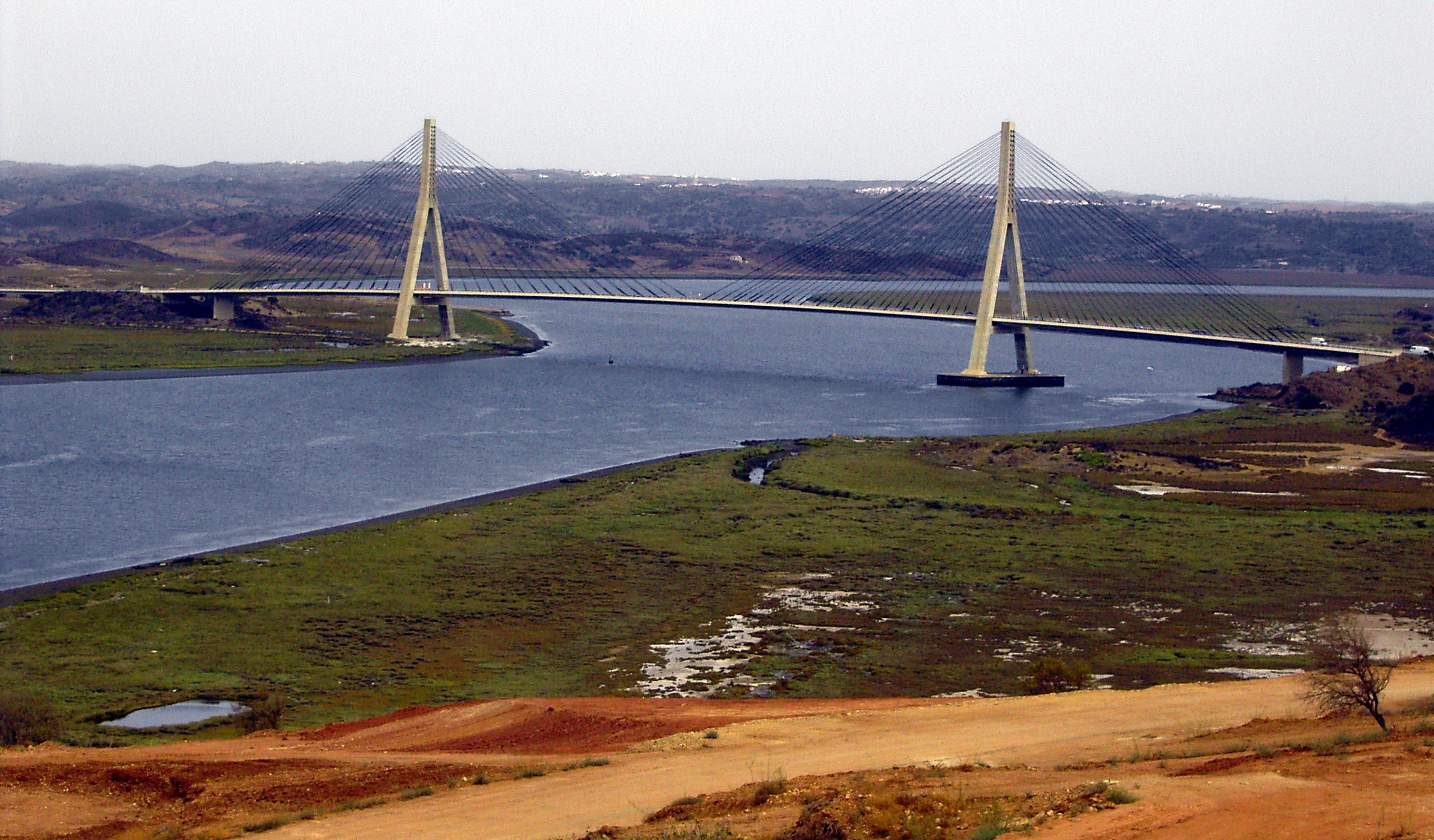
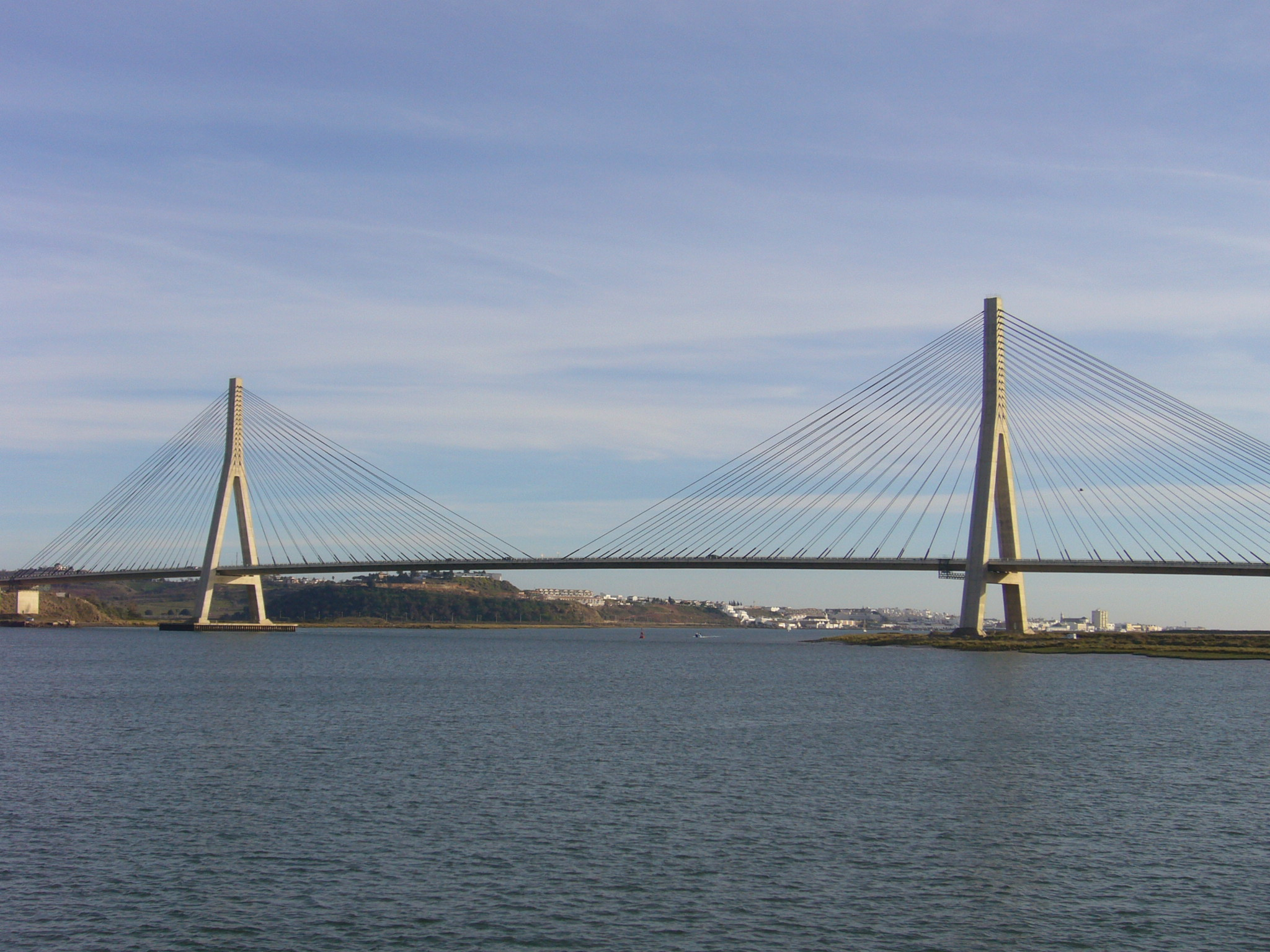

## Liens externes

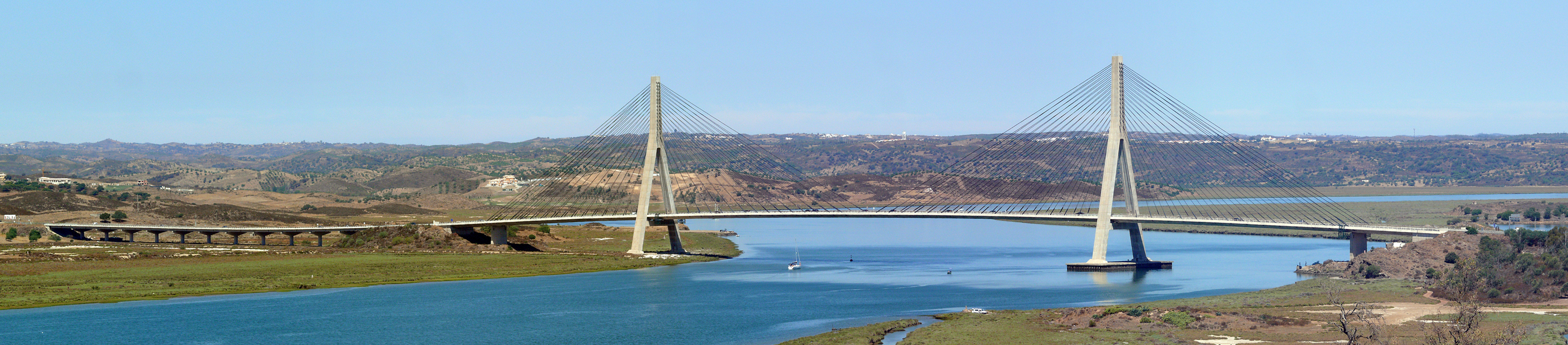
Vue panoramique du pont depuis Ayamonte.